# Queen Elizabeth Way
Queen Elizabeth Way (znana również jako QEW, po polsku Droga Królowej Elżbiety) – autostrada w Kanadzie, w prowincji Ontario. Przebiega od Toronto, przez Mississauga, Oakville, Burlington, Hamilton, St. Catharines i Niagara Falls do mostu granicznego z USA na rzece Niagara w Fort Erie. Po drugiej stronie mostu leży miasto Buffalo w stanie Nowy Jork.
Nazwę tę nadano na cześć królowej Elżbiety Bowes-Lyon (1900-2002), matki królowej Elżbiety II w 1939 podczas wizyty pary królewskiej w Kanadzie.
QEW jest uznawana za najstarszą autostradę Kanady. Budowę drogi rozpoczęto w 1931, pierwsze odcinki mające parametry autostrady otwarto w 1939. Dostosowanie całej drogi do tych parametrów trwało do lat 60. Wymagało to budowy dwóch dużych mostów nad wejściem do portu Hamilton i nad Kanałem Wellandzkim. Jako jedna z najbardziej używanych dróg w kraju autostrada jest nieustannie ulepszana. W ostatnich dekadach jest poszerzana do trzech pasów na najbardziej używanym odcinku od Toronto do Niagara Falls. Prace te są na ukończeniu i autostrada ma obecnie trzy pasy do St. Catharines. Szereg wiaduktów z lat 40. i 50. przebudowano do nowoczesnych standardów.